# اروپا در قرن ۱۶ و ۱۷
در طول قرون ۱۶و ۱۷ میلادی مردم عقاید سنتی را زیر سؤال بردند. دانشمندانی همچون گالیله و روش‌های جدید را توسعه داده و بر مبنای مشاهدات و تجارب خود به کشفیات فراوانی، دست یافتند. در بسیاری از شاخه‌های دانش از جمله فیزیک، کالبدشناسی، نجوم، و ریاضیات پیشرفت‌های بزرگی حاصل گردید.
جان بانیستر، استاد کالبد شناسی مشهور انگلیسی، از جسد تشریح شده‌ای برای نشان دادن چگونگی عمل بدن انسان استفاده می‌کند.
نیکلاس کوپرنیک ستاره‌شناس لهستانی، کتاب «گردش افلاک آسمانی» را منتشر می‌کند، او در این کتاب عقاید جدید خود را مبنی بر گردش سیارات به دور خورشید، برخلاف نظریه گردش سیارات به دور زمین، مطرح می‌کند.
در قرن هفدهم دانشمندان متوجه این مسئله شدند که زمین و سیارات به دور خورشید حرکت می‌کنند. مدل‌های مکانیکی منظومه شمسی برای نشان دادن این موضوع ساخته می‌شدند. این دستگاه‌های جهان‌نما به نام «ارری» مشهور شدند، زیرا اولین بار برای «ارل ارری» ساخته شد.
در چهاردهم ژوئیه ۱۷۸۹ میلادی، جماعتی از گرسنگان به زندان «باستیل» در پاریس، حمله کردند. فقرای پاریس که سان کولوت نامیده می‌شدند، از سیاست‌های لویی شانزدهم، پادشاه فرانسه، به خشم آمده بودند. لویی که با بحران مالی شدیدی دست به گریبان بود، از مجلس طبقات عمومی در خواست کرد تا مالیات‌ها را افزایش دهد. این امر، موجب بروز انقلاب فرانسه گردید و به مدت ۱۰ سال این کشور دچار هرج و مرج شد. لویی شانزدهم در سال ۱۷۹۲ اعدام شد و سرانجام، در سال ۱۷۹۹، هنگامی که ژنرال ناپلئون بنا پارت به قدرت رسید، انقلاب پایان پذیرفت.